# کارثاغو، بلده
کارثاغو (به عربی: کارثاغو) یک منطقهٔ مسکونی در سودان است که در دریای سرخ (ایالت سودان) واقع شده‌است.